# Galende
Galende és un municipi de la província de Zamora, a la comunitat autònoma de Castella i Lleó. És format pels pobles de Cubelo (75 hab.), Galende (132 hab.), Ilanes (87 hab.), Puente de Sanabria o Mercado del Puente (412 hab.), Pedrazales (64 hab.), Rabanillo (48 hab.), Ribadelago, que inclou el poblat de Moncabril (41 hab.), Ribadelago Nuevo (120 hab.), Vigo de Sanabria (226 hab.) i San Martín de Castañeda (176 hab.).

## Demografia
| 1991 | 1996 | 2001 | 2004 |
| ---- | ---- | ---- | ---- |
| 1315 | 1416 | 1308 | 1359 |